# Mezzosopran
Betegnelsen mezzosopran bruges om en sangerinde eller en kvindestemme, hvis stemmeleje er dybere end sopran-stemmen, men højere end alten. Denne opdeling bruges fortrinsvis inden for klassisk musik, i særlig grad om operapartier (roller, stemmer) og operasangerinder, og sjældnere i forbindelse med rytmisk musik.
| Musik | Spire Denne musikartikel er en spire som bør udbygges. Du er velkommen til at hjælpe Wikipedia ved at udvide den. |